# كهوف السعودية
كهوف السعودية ويطلق على أنواع منها الدحول أو الغيران، هي فجوات أو تجاويف جبلية أو أرضية، تنتشر في مناطق متعددة في المملكة العربية السعودية، وتأخذ أشكالاً مختلفة. وقد تكونت تلك الكهوف نتيجة عوامل جيولوجية متعددة، ويقدر عددها بالآلاف، غير أن المكتشف منها حتى الآن لا يتجاوز المئات.

## نبذة جيولوجية
تتنوع الكهوف الموجودة في السعودية إلى كهوف جبلية وهي عبارة عن مغارات وتجاويف في المرتفعات الصخرية والجبال، وأخرى أرضية تسمى الدحول وهي منخفضات تأخذ أشكالاً وأحجاماً مختلفة وتكونت خلال الفترة المطيرة وكانت تستخدم كموارد للمياه وتنتشر الدحول فيما يعرف بالغطاء الرسوبي الذي يمتد لأجزاء واسعة من المملكة العربية السعودية. وتختلف أحجام تلك الكهوف بين مساحات صغيرة جداً تكاد لا تتسع لشخص واحد وبين ممرات تمتد لعشرات الأمتار أو أكثر.
هذه الكهوف متنوعة المنشأ، فمنها الجيرية أو الكلسية وهي المنتشرة بشكل كبير في المناطق الشمالية والشرقية والوسطى ويصل انتشار هذا النوع كذلك إلى حدود المناطق الجنوبية تحت رمال صحراء الربع الخالي. كما أن هناك الكهوف الواقعة في الحرات البركانية وتحديداً في المناطق الغربية في وسط صخور الدرع العربي، ويُعرف هذا النوع بـ «الأنفاق البازلتية» مثل كهف أم جرسان الواقع في وسط حرة خيبر البركانية،
وقد نشأ هذا النوع من الكهوف عن البراكين القديمة وتكثر في مناطق الحرّات وتُعرف بالكهوف ذات الأشكال الأنبوبية. ويضاف إلى ذلك الكهوف البحرية التي تتوزع على ساحل البحر الأحمر.             

## تاريخ استكشافها
بدأ استكشاف الكهوف في السعودية عن طريق السكان المحليين منذ وقت مبكر، حيث كانوا يلجؤون إلى الكهوف ليتقوا بها الحر والبرد والرمال.
بدأ الاستكشاف الرسمي للكهوف في العام 1980م وكان يتركز حول قرية المعاقلة شرق الدهناء حيث تقع على قمة طبقة واسعة من الحجر الجيري والدولومايت تعرف بمتكون أم الرضومة، وذلك بهدف الاطلاع على آبار المياه القديمة حولها، واستمرت عملية الاستكشاف لتلك الفجوات حتى عام 2000م حيث أنشئت هيئة المساحة الجيولوجية، التي كونت فريقا من الجيولوجيين السعوديين لدراسة التجاويف الأرضية، ومنذ العام 2003 بدأت الهيئة في إصدار تقارير دورية عن دراسات واستكشافات الكهوف السعودية.    

### السجل المناخي
نشرت دراسة في أبريل سنة 2025م قامت بها هيئة التراث السعودية ونشرتها كمقالة علمية في مجلة نيتشر العلمية تحت عنوان «الحقب الرطبة المتكررة في شبه الجزيرة العربية خلال الـ 8 ملايين سنة الماضية»، بالتعاون مع عدة جهات محلية ودولية تحت مظلة "مشروع الجزيرة العربية الخضراء"؛ الذي يهدف إلى استكشاف تاريخ المنطقة طبيعياً وبيئياً.
حيث أُجريت الدراسة في دحول الصِّمَّان شمال شرق الرياض، وتحديداً في مركز شوية بمحافظة رماح شرق منطقة الرياض. هذه المنطقة تمتد على مساحة 10 كيلومترات، وتحتوي على سجل مناخي يعود إلى 8 ملايين سنة وأنها كانت واحة خضراء، مما يجعلها أطول سجل مناخي في الجزيرة العربية.
شارك في الدراسة عدد من الباحثين من جهات محلية ودولية، من أبرزها هيئة التراث، وهيئة المساحة الجيولوجية السعودية، وجامعة الملك سعود، ومعهد ماكس بلانك الألماني، وجامعة جريفيث الأسترالية، وعدة جامعات ومراكز بحثية من عدة دول من بينها ألمانيا، وبريطانيا، وإيطاليا، والولايات المتحدة.

## أبرز الكهوف المكتشفة
يتجاوز عدد الكهوف المكتشفة 1800 كهف تم اكتشافها وتوثيقها مؤخرا وهي موزعة في 12 منطقة، تتركز في طبقات الصخور الجيرية والجبسية كالتي في متكونات: الدمام، وأم الرؤوس، وأم رضمة، والعرمة، وهيت، والعرب.
وبينت الدراسة أن أكثر الدحول التي تم اكتشافها كانت في صخور المنطقة الشرقية بواقع (680) كهفًا ودحلًا، ومنطقة الحدود الشمالية بواقع (542) كهفًا ودحلًا، مرجعة ذلك لطبيعة تكوين الصخور الجيرية وطبوغرافية المنطقتين، بينما وجد في منطقة الرياض (308) كهوف ودحول ، وبقية المناطق ومن أبرز الكهوف المكتشفة كهف شعيفان "الشويمس"، ودحول عين هيت، وكهف أم جرسان، وكهف أبو الوعول الذي يعد أطول كهف بالسعودية.